# Mosman

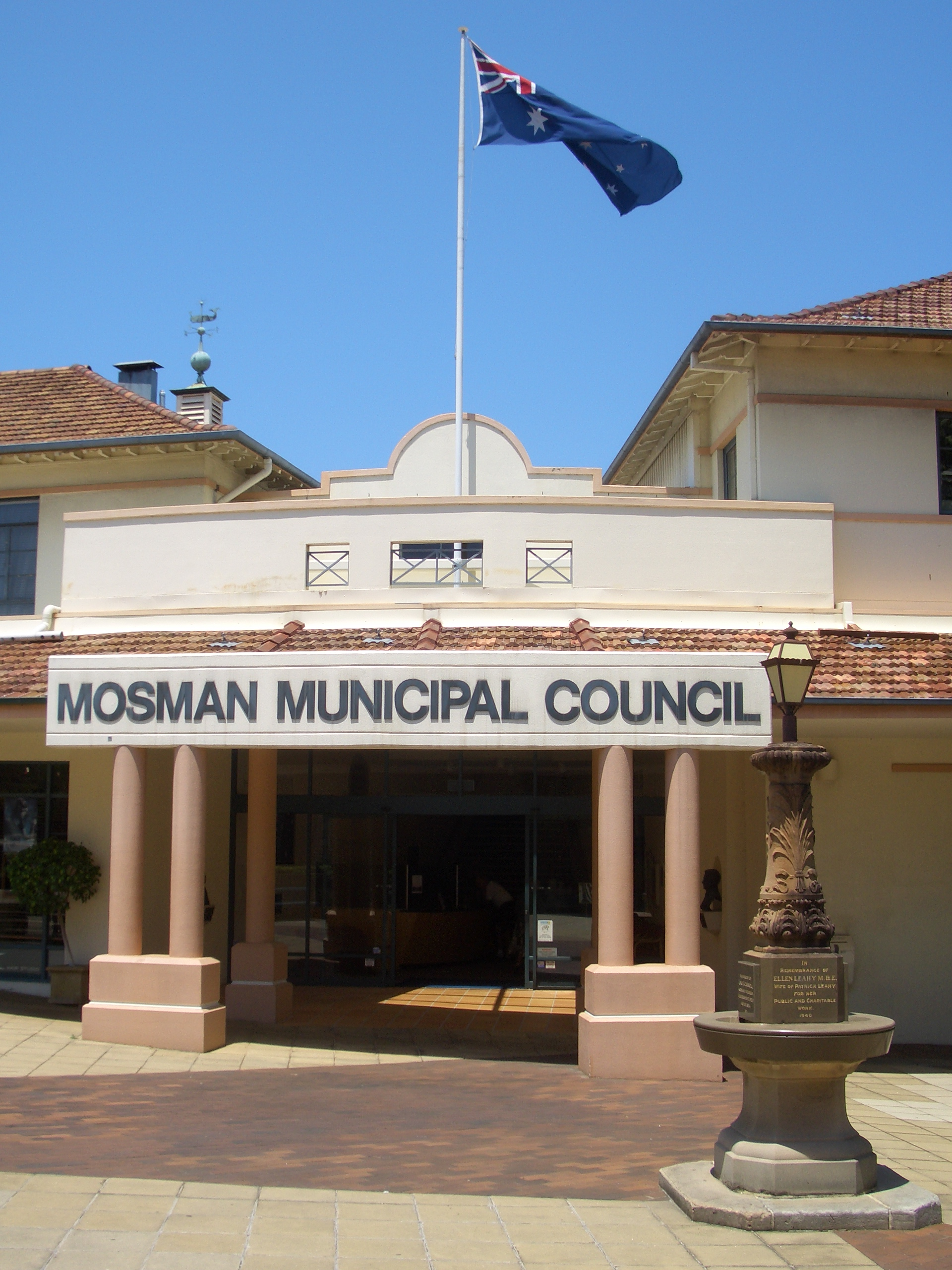
Budynek Rady Miejskiej (ang. Mosman Municipal Council)

Gmina Mosman – jednostka samorządowa wchodząca w skład aglomeracji Sydney, położona przy zatoce Port Jackson (Sydney Harbour). Zamieszkuje ją 28414 mieszkańców, powierzchnia wynosi 9 km². Obecny burmistrz: Dom Lopez.
Gmina jest jednocześnie dzielnicą Mosman, która obejmuje następujące miejscowości:
- Balmoral
- Beauty Point
- Clifton Gardens
- Georges Heights
- Spit Junction
- The Spit

Gmina zarządza i utrzymuje również następujące obiekty:
- Sydney Heads
- Taronga Zoo

## Handel
Centrum handlowe Mosman znajduje się wzdłuż ulicy Military Road na której położone są butiki, kawiarnie i restauracje. Centrum handlowe rozciąga się od skrzyżowania ulic: Bradley’s Head Road i Middle Head Road i biegnie dalej na północ, aż do drogi Spit Road.
Male centrum handlowe o nazwie Bridgepoint zlokalizowany jest w Spit Junction. Na terenie którego znajdują się: markety, kawiarnie, sklepy obuwnicze oraz biura.

## Edukacja
Szkoły na terenie dzielnicy:
- Mosman High School
- Mosman Public School
- Beauty Point Public School
- Middle Harbour Public School
- Sacred Heart Catholic Primary School
- Blessed Sacrament Catholic Primary School
- Mosman Church of England Preparatory School
- Queenwood School for Girls (szkoła składa się z czterech kampusów)

## Miasta partnerskie
- Paciano – Włochy,
- Glen Innes – Australia